# Srećni šumski prijatelji
Srećni šumski prijatelji predstavlja seriju Flash crtanih filmova produkcije Mondo Mini Shows, a autori su Ken Navaro i Rod Montijo.
Kako je predstavljeno u uglu zvaničnog sajta, ovaj crtani film „nije preporučljiv za malu decu i velike bebe”. Ovaj crtani film je veoma nasilan, što je u suprotnosti sa slatkim likovima. Gotovo svaka epizoda sadrži nasilne i krvave smrti najmanje jednog lika, izuzev u dve epizode „Out on a Limb” i „Nuttin but the Tooth”. Smrti likova mogu da se porede sa smrću Češka iz crtanog filma Svrabiša i Češko (kratak crtani film iz serije Simpsonovi), i smrću Kenija Mekormika iz serijala Saut Park, iako su smrti iz serijala Prijatelja Srećnog drveta znatno uverljivije, sa dosta više krvavih scena. Isto kao u slučaju Kenija i Češka, likovi se vraćaju u kasnijim epizodama.
Ovaj crtani film je skoro bez dijaloga, a kada likovi pričaju, njihove reči su znatno izobličene. Iako su se autori trudili da reakcije svakog lika učine očiglednim, jezik se slabo može razumeti.
Prema zvaničnom sajtu, Rod Montijo je došao na ideju za Prijatelja Srećnog drveta kada je na parčetu papira nacrtao žutog zeku (koji malo podseća na Cuddles-a) i napisao ispod njega poruku „Otpor je beskoristan”.

## Karakteristike crtanog filma
Ovaj crtani film se sastoji od 21 lika. (Jedan od njih ima svoj ekskluzivni šou, iako se smatra delom Happy Tree Friends-a). Radnja Happy Tree Friends se odvija negde u istočnim šumama Severne Amerike, i zasnovan je na raznim severnoameričkim životinjama (osim Buddhist Monkey-ja).  i Toothy su svi iz Sjedinjenih Američkih Država, Lumpy je iz Kanade, a Buddhist Monkey je iz Japana ili Kine. Svi likovi su nacrtani u neverovatno slatkom stilu. Veliki broj njih ima dva velika sekutića, a skoro svi od Happy Tree Friends-a (osim Lumpy-ja i Sniffles-a) imaju ružičast nos u obliku srca.
Likovi Happy Tree Friends-a se obično u početku nalaze u normalnim svakodnevnim životnim situacijama koje se iznenada pretvore u nasilne događaje, najčešće nesreće sa tragičnim ishodom.
Svaka epizoda počinje uvodom koji podseća na dečju knjigu na kojoj se nalazi logotip crtanog filma, naziv epizode i likovi koji se pojavljuju u epizodi. Nakon odjavne špice na kraju epizode, sledi poruka. Na primer „Wash behind your ears!” ili „Don't bite off more than you can chew!”, što ponovo predstavlja kontrast nasilnim temama. (Najčešće, poruka predstavlja ironični zaključak šta se dogodilo likovima u toj epizodi.)
Svaka epizoda traje obično manje od tri minuta. U epizodi se najčešće pojavljuje nekoliko (od jednog do četiri) likova, ali u dužim epizodama se obično pojavljuje većina likova.
Trenutno, nove epizode izlaze jednom mesečno. Listu epizoda moguće je videti na zvaničnom sajtu koji sadrži listu starijih epizoda koje je moguće gledati besplatno. Ove epizode su dostupne ograničeni vremenski period i menjaju se drugim epizodama svake druge nedelje.

## Emitovanje u svetu
U nekim državama, određene epizode mogu da se vide na televizijskim kanalima, kao što su holandski, nemački, poljski, brazilski, italijanski i latinoamerički MTV, kao i australijska mreža SBS. Serija Happy Tree Friends and Friends počela je sa emitovanjem 29. avgusta 2005. kao deo kasnovečernjeg bloka Midnight Spank na kanalu G4 (TV kanal posvećen video igrama). Serija je od skora prestala sa emitovanjem, ali kratki Happy Tree Friends crtani filmovi se i dalje emituju u okviru programa Barbed Wire Biscuit/G4's Late Night Peep Show. HTF takođe imaju i svoju Audibles i „environment” kolekciju za Yahoo! messenger. Nalaze se na brojnim sajtovima gde mogu da se gledaju Flash crtaći, kao što su Newgrounds, Atom Films, Purple Twinkie i Albino Black Sheep.
Ohrabreni uspehom crtanog filma, autori su objavili četiri DVD-a (First Blood, Second Serving, Third Strike, Winter Break.) koji sadrže epizode prikazane na sajtu, ali i druge, do sada neobjavljene. Kolekcija od tri DVD-a je takođe objavljena.
Odabrane epizode Happy Tree Friends-a se redovno nalaze na repertoaru godišnjeg festivala animacije pod nazivom Spike and Mike's Sick and Twisted.
Video igra za ovaj serijal je takođe planirana. Happy Tree Friends trenutno traže izdavača. Nedavno je objavljeno da će TV serija čija je izrada u toku biti završena septembra 2006. Rečeno je da će ova serija biti potpuni Happy Tree Friends. Pet likova serijala, Cuddles, Giggles, Flippy, Lumpy i Nutty imaju Myspace naloge. Premijerni prikaz ove serije bio je u listu San Diego Comic 20. jula 2006.

## Likovi
Svaki lik ima sebi svojstven karakter i osobine. Na primer, Petunia može da se igra sa lutkama ili može da bude radnik na roštilju u restoranu brze hrane! Većina likova iz Happy Tree Friends-a su veoma mladi, na primer Cuddles, Flaky, Giggles, Handy, Lifty, Mime, Nutty, Petunia, Shifty, Sniffles i Toothy deluju kao deca između 4 i 8 godina. Tinejdžeri kao što je Russell imaju između 15 i 18 godina. Odrasli kao što su Disco Bear, Flippy, Lumpy, The Mole, Pop, i verovatno Splendid imaju između 20 i 55 godina.

### Mravi
Uplašeni mravi koji vrište imaju sadističke metode samoodbrane. Pojavljuju se kao porodica (dva roditelja, sin i kćerka), i to kao sekundarni likovi samo u onim epizodima gde se pojavljuje i Sniffles, koji neuspešno pokušava da ih pojede.

### 
- Životinja: Praistorijski mrmot

Kao i Handy, on nekako uspeva da obavi više zadataka (kao na primer bacanje grudvi) dok je potpuno zarobljen u ledu. Cro-Marmot se najčešće viđa u predelima sa snegom, a ponekad se vozi u kamionu za prevoz sladoleda (koji mu omogućava da ostane u smrznutom stanju). On je jedini Happy Tree Friend koji umire u samo jednoj epizodi, koja se odvija u doba praistorije kada nije bio smrznut, mada postoji mogućnost da je poginuo u eksploziji škole u epizodi Class Act. Postoji mogućnost da ga led u kome se najčešće nalazi štiti od nepogoda, tako da je praktično neuništiv, izuzev ako se nešto ne dogodi ledu (mada se dešava da umire u dinosauruskim danima). Cro-Marmot se retko pojavljuje u serijalu.
- Životinja: Grizli

Veoma mlad svetlo braon medved, sin jedinac Pop-a, koji voli da se bezbrižno šetka okolo i da se igra mašinama. Po njega je fatalna bilo pažnja oca, bilo nedostatak pažnje. Pošto je najmlađi član družine Happy Tree Friends, veoma ga često viđamo kako bezbrižno uleće u neku od nesreća sa smrtnim ishodom.
- Životinja: Zec

Žuti zec koji voli skejtbord i plivanje. Za Cuddles-a se tvrdi da je glavni lik u seriji i zvezda u većini reklama. Gine gotovo u svakoj epizodi u kojoj se pojavljuje. Njegova omiljena boja je najverovatnije ružičasta, pošto uvek nosi roze papuče u obliku zečje glave, a ima i ružičaste obraze. Njegova ljubav ka ružičastoj boji može se videti i u epizodi Sweet Ride, gde on naručuje ružičasti sladoled sa ukusom jagode, a naravno vozi roze skejtbord. Cuddles je jedan od prvih Happy Tree Friends likova. Možemo zaključiti i da su Cuddles i Giggles veoma bliski prijatelji, pošto su zajedno u velikom broju epizoda. Flaky je još jedan njegov drug. Cuddles je takođe veoma nestašan, što možemo videti u epizodama From A to Zoo i Let it Slide. Njegov  nalog spominje da je alergičan na šargarepe, iako voli da pije sok od šargarepe na slamčicu, što izdužuje njegove uši i golica njegov ružičasti nosić.
- Životinja: Medved

Medved zlatne boje sa narandžastom afro frizurom koji voli da igra uz disko muziku. Nosi odeću iz 1970-tih kao što su pantalone zvoncare i cipele za igranje. Veoma često predstavlja pretnju po ostale likove oko kojih igra, a kroz svoju igru ne vidi da im nanosi bol. Ponekad se može videti da pokušava da impresionira ženske likove, kao što su Giggles i Petunia, koje obično nastradaju tom prilikom. Takođe se dešavalo da udari Flaky-a na putu u nekim epizodama, obično u onima gde Flaky pokušava da pobedi strah. U takvim epizodama umiru i Disco Bear i Flaky. Šta više, Disco Bear je viđen da izlazi na sastanak sa Petunijom, i to u epizodi Blind Date. Deluje da Disco Bear i dalje živi u 1970-tim.
- Životinja: Severnoameričko bodljikavo prase

Crveno bodljikavo prase čije su bodlje prepune peruti, pa je po tome i dobila ime. Njene bodlje su čest uzrok smrti, bilo Flaky¸ ili nekog drugog Happy Tree Friends-a. Flaky-je devojčica.(Što se može prepoynati po glasu). Njen najbolji drug je očigledno Cuddles, pošto se oboje pojavljuju zajedno u mnogim epizodama. Flaky je obično uplašena, nežna, paranoid, buntovnik i često je veoma oprezna, iako u retkim slučajevima učini nešto hrabro, kao što je vožnja kroz kuću straha ili stavljanje noge na ekser da bi izbegla lavinu. Njene bodlje povređuju ostale likove, ali često i nju. Flaky je jedini lik koga ubijaju i drugi osim Flippy-a.
- Životinja: Medved

Zeleni medved, ratni veteran, koji dobija post-traumatski stres kada čuje ili vidi bilo šta što ga podseća na rat, kao što je pucketajuća kamperska vatra ili neko ko je prosuo kečap po sebi, tako da podseća na krv. Ovakvo ponašanje Flippy-a je očigledno u epizodi Flippin' Burgers, kada bezbrižno ulazi u restoran brze hrane, dok ne vidi Cuddles i Giggles kojiToothy se smeju zato što je Cuddles prosuo kečap po Giggles. Ovaj događaj prouzrokuje da Flippy ostane bez kontrole. Njegov post-traumatski stresni poremećaj je uzrok gerilskog rata. U svakoj epizodi u kojoj se pojavljuje, Flippy najčešće predstavlja uzrok svačije smrti. Često kada dobije napad ludila, oči mu pozelene, mada su postale žute u epizodi Hide and Seek i plave u epizodi Remains To Be Seen. Još jedan znak njegovog ludila se ogleda u promeni glasa, od slatkog, nevinog, visokog glasića u zloban, dubok glas. Šta više, izuzetak se javlja u epizodi Happy Trails Part 2, kada u čitavoj epizodi ima dubok glas, kao i Pop, što ima logike, jer su obojica slični i glas im daje ista osoba. Takođe se priča u odeljku Question Kenn section da je Pop trebalo da bude junak u epizodi Happy Trails umesto Flippy-a. Zanimljivost je ta da su Flippy-jeve omiljene metode ubijanja, kao i njegov karakter, slični kao u filmu Rambo. Ovo se posebno može videti u epizodi Hide and Seek, gde Flippy bukvalno oponaša Rambove akcije iz filma Rambo: First Blood Part 2, kada juri i ubija svoje drugove u šumi, gde se svi igraju žmurke. Flippy čak ima i bowie nož, sličan onom koji poseduje Rambo, ali za razliku od njega, Flippy ga retko koristi. Flippy takođe, iz nepoznatih razloga, poseduje ručne granate.Deluxe izdanje Flippy figurice pokazuje njega kako ima moderniju M67 granata. Flippy takođe izgleda da ima specifični metod ubijanja likova, kao što je njihovo davljenje ili zavrtanje njihovih vratova (mada, Petuniju je ubio tako što je zalepio njeno lice na vreo roštilj u epizodi Flippin' Burgers). Lista koja sledi prikazuje likove prema kojim je Flippy imao posebnu stategiju za ubistvo:
Cuddles-Frontalni napadi (najčešće u lice)
Giggles-Smrt od nekonvencionalnog oružja (creva, dodatne flaše)
Flaky-Gušenje
Toothy-Šunjajući napad
Petunia-kuvanje (hamburgera, kokica) ili bilo šta sporo i bolno.
Postoje i izuzeci u načinima ubijanja ostalih likova, kao što je spaljivanje živog Flaky-a u vreći za spavanje ili bacanje bombi na Petuniju. Šta više, rezultat ovih napada nije izvesna smrt, jer nijedna žrtva nije viđena mrtva.
Obožavaoci HTF-a Flippy-a zovu najnasilnijim likom u crtaću. Flippy, verovatno zbog toga, mnogima predstavlja omiljenog Happy Tree Friend-a. Njegov  nalog spominje da voli da džogira, hranji ptice, jede čokoladne kolačiće i da šije. Takođe, Flippy je jedan od malo likova koji retko umire u seriji, izuzev u epizodi Happy trails Pt. 2, gde svemirski brod u kome su Flippy, Handy i Sniffles udara u Sunce, zahvaljujući njegovoj gravitacionoj sili. Ubio je skoro sve likove najmanje jednom, izuzev Splendid-a, Cro-Marmot-a, Buddhist Monkey-a, ukletog idola i nindže.
Prema natpisu na Flippy-jevoj odeći, možemo zaključiti da ima čin podoficira.
- Životinja: Veverica

Roze veverica sa malim roze rajfom na glavi predstavlja jednog od dva/tri ženska lika iz crtanog filma. Ima karakter male devojčice, jer uživa u mirisanju cveća i organizovanju čajanki, naravno sve dok se ne dogodi havarija. Uživa u rešavanju ukrštenih reči i pisanju poezije. Često se kikoće (eng. giggle), zahvaljujući čemu je i dobila ime. Giggles je alergična na ruže, ali ih voli. Njen Myspace nalog spominje da bi Giggles volela da vidi svoju sliku na kutiji žitarica. Giggles je jedan od glavnih karaktera serije i pojavljuju se u većini reklama, zajedno sa Cuddles-om i Toothy-jem. Takođe se pojavljuje na velikom broju Happy Tree Friends proizvoda. Deluje da je zaljubljena u Cuddles-a, s obzirom da ga je poljubila kada je bila zombi u epizodi Remains to Be Seen.

### Hendi
- Životinja: Dabar

Narandžasti dabar sa amputiranim rukama. Obe ruke su u zavojima. Na pojasu nosi alat i uvek nosi radnički šlem. Još uspeva da uradi sve vrste zadataka, ali samo van ekrana. Ironično, njegova kutija sa alatom je prepuna stvari koje se koriste rukama, kao što su bušilice i jo-jo. Hendi se često naljuti, a frustrira s vremena na vreme, i želi da ima ruke da bi mogao da uradi više stvari. Neki obožavaoci Happy Tree Friends-a kažu da je Hendi zaljubljen u Petuniju, na osnovu epizode House Warming, gde ga je Petunija zagrlila.

### 
- Životinja: Rakun

Dva zelena kleptomanska rakuna, braća blizanci, koji vole da kradu dragocenu robu od ostalih Happy Tree Friends-a. Iako imaju ista obeležja, karakter i glas, Shifty nosi šešir fedoru, i ponekad komanduje Lifty-ju, kao u epizodi Milkin' It gde Shifty naređuje Lifty-ju da brzo pomuze kravu, pre nego što njihov balon dodirne telefonske kablove. Uprkos osmesima na njihovim licima i kleptomaniji, oni skoro uvek poginu na kraju, iako je Lifty u jednoj prilici možda preživeo. Njihova zelena boja podseća na novac, pohlepu i sebičnost. Njihov zaštitni znak je uzvik „Teeheeheeheeheeheeheehee”, koji ispuštaju kad god planiraju da urade nešto zlobno.
- Životinja: Los

Svetloplavi los sa očigledno veoma niskim IQ, izraženim zubima, zrikavim očima i asimetričnim rogovima. Poznat je kao najstariji brat ili možda bebisiter mnogih drugih likova i takođe predstavlja najvećeg idiota u celoj šumi. On je jedan od odraslih likova u crtanom filmu i jedini lik koji ima standardni nos sa dve nozdrve. (svi manji likovi imaju noseve u obliku srca). Lumpy je takođe jedini lik koji ima zadnjicu, bradavice i penis (iako on nikad nije prikazan). Ovo se može zaključiti na osnovu Giggles-inih vrisaka svaki put kada Lumpy zaboravi da obuče pantalone. Mnogi fenovi ga smatraju uljezom. Možda zato što je parodija na Bullwinkle the Moose. (Ova sličnost potiče zato što je Lumpy-jev levi rog odozgo nadole). Lumpy u mnogim epizodama obavlja mnogobrojna različita zanimanja, kao što su: učitelj, prodavac ulaznica, vozač autobusa, vlasnik mesare i dr. Lumpy je često prikazan u brojnim nezgodnim situacijama. Na primer on leži bez majice u ležaljci, dok se ostali igraju u snegu. Ne umire u većini epizoda, iako je toliko glup. Šta više, njegova niska inteligencija je često uzrok smrti ostalih likova. Lumpy živi u prljavoj prikolici i vozi Lincoln Continental. Njegov  nalog spominje da mu je omiljeni desert kolač sa sirom i da voli da razgovara sa zalenom salatom. Lumpy se smatra najvećim moronom u serijalu Happy Tree Friends.
- Životinja: Irvas

Ljubičasti irvas obojenog lica, koji nosi crno-belu košulju na pruge. Nem je. Ali, najverovatnije ne priča zato što je pantomimičar. Talentovan je za izvođenje cirkuskih tačaka, kao što su žongliranje i pravljenje životinja od balona. Njegovi pokušaji da zabavi prijatelje često imaju fatalne posledice.
- Životinja: Krtica

Slepa krtica boje lavande sa mladežom na licu i tamnim naočarima. Obično nosi ljubičasti mantil ili crni džemper. Kao i Mime, nikada ne govori. Moguće je da nije samo slep, već i nem, ali nije gluv. Njegovo slepilo često dovodi do tragedija. Mole očigledno voli preparirane životinje. Deluje da nema vozačku dozvolu, mada je viđen da vozi. Ima ljubimca pacova, koji se zove The Rat. Ne zna se da li je Mole ikada poginuo u serijalu, ali je svakako povređen. To se vidi u epizodi Class Act. Mole do sada nije viđen mrtav izuzev pri evakuaciji zapaljene škole. Moguće je da je poginuo u epizodi Happy Trails Part 1, jer je viđen kroz prozor školskog autobusa koji je pao sa litice. (Delovao je smireno, jer nije znao šta se događa). Ne pojavljuje se u epizodi Happy Trails Part 2. Njegovo mrtvo telo sahranjeno je ispod nekog od krstova na pustom ostrvu. Ovo je verovatno jedina epizoda u kojoj je očigledno poginuo.
- Životinja: Veverica

Svetlo zelena luckasta veverica sa ozbiljnim mentalnim poremećajem i neverovatno velikom željom za šećerom i slatkišima. Nutty ima različite slatkiše zalepljene na svom krznu, kao što su lizalica, šećerna jabuka i ostali slatkiši. Jedno oko može da pomera nezavisno od drugog. Veoma je hiperaktivan, što je najverovatnije prouzrokovano prevelikom dozom šećera, a možda i besnilom. Njegova strast za slatkišima često dovodi do neslavnog kraja, kako njega samog, tako i ostalih Happy Tree Friend-ova. Nutty-jev Myspace nalog spominje da trenutno ima 14 pokvarenih zuba. Kada nema slatkiša, Nutty-jeva usta počinju da pene, što dokazuje slučaj besnila. Nutty je često nezadovoljan kada ne može da dobije slatkiš koji želi, što prouzrokuje bol. Na DVD-u pod nazivom Second Serving, Nutty ima sopstvenu marku pahuljica za doručak koje se zovu Sugar frosted Nutty honey, ali teško da tu ima žitarica. Na slici se može videti samo gomila šećera u činiji.
- Životinja: Tvor

Lep plavi tvor je jedan od dva/tri ženska lika u crtanom filmu. Ona uvek nosi jelkicu-osveživač prostorije sa mirisom borovine oko vrata da bi zamaskirala svoj smrad, uprkos tome što se kupa više puta dnevno, što govori o tome da ona ne zna da tvorovi ne smrde na prvom mestu. Kaže se da je ona najčistiji tvor koga ćete ikada sresti. Ljudi često govore o Petuniji kao jednom od najnesrećnijih likova iz Happy Tree Friends-a. Njene smrti su spore, surove i bolne.
- Životinja: Grizli

Svetlo braon medved, koji je još jedan odrasli lik, predstavlja stereotipnog izgubljenog oca koji nosi bademantil. Liči na tipičnog oca iz komedija 1950-tih i puši lulu. Njegova nepažnja (ali i pažnja, sa vremena na vreme) često predstavlja opasnost po Cub-a, njegovog sina jedinca. (Na primer, dok se Pop bezbrižno izležava na mreži, Cub se igra kosilicom trave. Najčešće, Pop nije svestan smrti svog sina i nastavlja svoje dnevne aktivnosti, kao da se ništa nije desilo. Šta se dogodilo sa suprugom Pop-a, to niko ne zna. (Verovatno je umrla ranije). Ali, Pop uverava ostale da može da se izbori da bude jedini roditelj. Pop je još jedan lik koji retko pogine u crtanom filmu. Pop se, zajedno sa Cub-om, pojavljuje u slici prilikom učitavanja Flash epizode, uz poruku da „Mala deca ne bi trebalo da gledaju epizodu” („Small Children Should Not Watch”). Takođe se može zapaziti da Pop ima mnogo inteligentniji način pričanja, što se primećuje u epizodi Water Way To Go, naročito na kraju epizode.
- Životinja: Morska vidra

Tirkizna morska vidra. Gusar sa tipičnom piratskom opremom, kao što su: Jolly Roger-ov šešir, kuka, povez preko očiju i dve drvene noge. Uživa u ribolovu i jedrenju. Voli da jede plodove mora. U početku, Russell je prikazan sa senkom u položaju kazaljke časovnika kada je 5 sati. Od prvog pojavljivanja, deluje da se redovno brije. Tipično, njegov rečnik se sastoji samo od uzvika „Yar?!”, mada je u epizodi Get Whale Soon, rekao i „Aha!” i „Huh?”. Pošto Russell mnogo vremena provodi u vodi, retko ga viđamo sa ostalim likovima. U par epizoda se, doduše, pojavio sa Lumpy-jem, a sa ostalim likovima u epizodama Remains To Be Seen i Class Act. Gine u skoro svakoj epizodi u kojoj se pojavljuje. Za Russell-a se može reći da je suprotnost Handy-ju, jer Handy nema ruke, a Russell nema prave noge.
- Životinja: Mravojed

Načitani plavo-sivi mravojed koji voli da se igra sa peskom, voli nauku i rešavanje kvadratnih korena. Uvek stavlja nos tamo gde ne treba. Njegovi najgori neprijatelji su upravo njegov omiljeni obrok, a to su mravi. Sniffles ima visok IQ, što je dokazao u epizodama Happy Trails Pt. 2 i Suck It Up, pošto zna da napravi mnogo naprednije projekte od ostalih likova. (Sniffles takođe nema nos u obliku srca kao ostali, već surlu). Uprkos njegovoj strasti za knjigama, Sniffles očigledno nije dovoljno pametan (ili srećan) da izbegne tragičan kraj.
- Životinja: Severna leteća veverica

Super heroj nebo plave boje. Leteća veverica koja uvek radi kućne poslove. Njegove super moći su slične Supermenovim; može da leti, da ispaljuje laserske zrake iz očiju, ima ogromnu snagu, supersoničan sluh, a može i da vrati vreme unazad. Uprkos svojim moćima (ili možda baš zahvaljujući njima), Splendid često slučajno ubija likove koje spase. Po epizodi Remains To Be Seen, deluje da je Toothy obožavalac Splend-a, jer se Toothy obukao kao Splendid za Noć veštica.
- Životinja: Dabar

Svetlo ljubičast dabar sa veoma velikim sekutićima, što znači da nije glup. Poznat je kao veliki obožavatelj Splendid-a, jer se obukao kao on u epizodi Remains To Be Seen. Često su mu ruke brže od pameti, na primer kada beži i baca upaljenu sveću na zavesu iza njega u epizodi Class Act. Zna da zaplače kada je u nezavidnoj situaciji. Zajedno sa Cuddles-om i Giggles, on je jedan od glavnih likova koga možemo da vidimo na Happy Tree Friends proizvodima i reklamama.
- Životinja: Majmun

Autori su mislili da je odlična ideja da ovaj lik ima sopstveni šou. Buddhist Monkey se pojavljuje samo u dve epizode. Prvo je predviđen kao ekskluziva na drugom i trećem DVD-u. Juna meseca 2006, epizoda Enter The Garden je objavljena na sajtu. Kao što mu ime govori, Buddhist Monkey je kineski majmun koji živi životom Bude. Ima braon krzno i četiri tačkice u obliku kvadrata na čelu koje je braon boje. Nosi monašku odoru i tri predmeta kružnog oblika za pojasom. Često je veoma miran i uživa u bibliotekama i baštama, ali je poznat po besu koji podseća na Flippy-jev kada mu zle Nepoznate nindže upropaste dan cepanjem knjiga i uništavanjem bašte. Za sada je ubijao samo nindže i nikog više. Pojavljivao se „na blic” u regularnim epizodama, u obliku filma na bioskopskom platnu, i kao slika na hvataljki u zabavnom parku kojom se Cub igrao. On i Splendid su jedina dva lika koja za sada nisu poginula.

### Tipični
Koristi se u masi, kad je potreban, a naročito kada postoji velika publika. Oni svi izgledaju isto, iako se retko koriste, jer mnogim epizodama nije potrebna masa likova. U Happy Tree Friends and Friends epizodi gde prljav naslon stolice prolazi kroz Flaky-jevo telo, možemo videti nepoznatog Happy Tree Friend-a u zadnjem redu.

### 
Posebna grupa tipičnih Tree Friend-ova iz Japana koji vrše terorističke napade na tajna ili tiha mesta gde je Buddhist Monkey. Ove tamne nindže se ekskluzivno pojavljuju u samo dve epizode sa Buddhist Monkey-jem, od kojih je jedna tek nedavno prikazana online. Oni uvek uništavaju bašte i biblioteke. Iskaljuju bes na Buddhist Monkey-u, koji se veoma brutalno brani od njih. Za razliku od pravih nindži, Nepoznate nindže se oblače u tamno zeleno.
Stara skulptura koja izgleda da je poreklom iz Centralne ili Južne Amerike, sa misterioznim moćima i zlobnim pogledom. To znači da je ova relikvija ukleta. Cursed Idol u stvari predstavlja bronzanu statuu duge kose, pretećeg lica, otvorenih usta i urokljivih očiju. Cursed Idol je odgovoran za mnoge smrti Happy Tree Friends-a. Prvi put se pojavio u epizodi Treasure Those Idol Moments, gde je Toothy bio prvi Happy Tree Friend koji ga je otkrio, nakon što je pao sa ljuljaške. Naravno, Toothy je odmah zatim poginuo. Smatra se da je Cursed Idol ženskog pola.

## Glasovi
- Roudi Montiho
- Ken Navaro
- Obri Ankrum
- Voren Graf
- Majkl Lipman
- Majkl Džijambruno
- Liz Stjuart
- Džef Bjankalana
- Nika Lorber
- Piter Herman
- Dejna Belben
- Elen Konel

## Lista epizoda (po hronološkom redosledu)
- , „igraju”  i
- , „igraju”  i .
- , „igraju” Splendid, Giggles i G-đa Giggles.
- , „igra” .
- , „igraju”  i .
- , „igra” .
- , „igraju”  i .
- , „igraju”  i .
- , „igraju”  i .
- , „igraju”  i .
- , „igraju”  i .
- , „igraju”  i
- , „igraju”  i
- , „igraju”  i
- , „igraju”  i -{Giggles.-}
- , „igraju”  i
- , „igraju”  i
- , „igra”
- , „igraju”  i
- , „igraju”  i  (kratko pojavljivanje Petunije)
- , „igraju”  i
- , „igraju”  i
- , „igraju”  i  (kratko pojavljivanje -a)
- , „igraju”  i
- , „igraju”  i
- , „igraju”  i  (kratko pojavljivanje Mole-a, u autobusu na kraju)
- , „igraju”  i
- , „igra”
- , „igra”
- , „igraju”  i  (kratko pojavljivanje Buddhist Monkey-a, ali samo kao slika sa strane mašine kojom se igra Cub).
- , „igraju”  i  (kratko pojavljivanje Pop-a i Cub-a)
- , „igraju”  i
- , „igraju”  i
- , „igraju”  i  (kratko pojavljivanje Flaky-a, Lumpy-a i Giggles).
- (specijalna božićna epizoda)
- , „igraju”  i
- , „igraju”  i
- , „igraju”  i
- , „igraju”  i
- , „igraju”  i
- , „igra”
- (specijalna epizoda povodom Noći veštica)
- , „igraju”  i
- , „igraju”  i  (kratko pojavljivanje -a)
- , „igra”
- , „igraju” Flippy, Mime, Lumpy, Petunia, Toothy. (kratko pojavljivanje Flaky-a i Cuddles-a, sa Buddhist Monkey-em koji se pojavljuje na sceni pozorišta.)
- , „igra” .
- , „igra” Nutty. (kratko pojavljivanje -a)
- , „igraju” Petunia, Cub i Disco Bear. (kratko pojavljivanje -a)
- , „igraju”  i
- , „igraju”  i
- , „igraju”  i  (kratko pojavljivanje Disco Bear-a, Petunije i Buddhist Monkey-a na sceni pozorišta)
- , „igra”
- , „igraju”  i

(nepotvrđene)
- - pilot epizoda, „igraju” Dinosaurus bez imena (koji je kasnije postao Lumpy) i rane verzije Cuddles-a, Toothy-a i Giggles.
- , „igraju”  i .
- , „igra” .
- , „igraju”  i .
- , „igraju”  i .
- , „igraju”  i  (kratko pojavljivanje Giggles i Petunije).

Rečeno je da u French Happy Tree Friends movie, (film pune dužine koji se sastoji od nekoliko epizoda i specijalnih dodataka) postoji dve nove epizode.

### Epizode TV serija
Prva epizoda
Premijerno emitovana ???
- , Dobrodošli u Lumpy World, najveći zabavni park ikada napravljen! (nije potvrđena)
- , „igraju”  i . Pojavljuju se  i .
- ,  shvata da je kupanje Cub-a u kuhinjskoj sudoperi loša ideja. (nije potvrđena)

Druga epizoda
Premijerno emitovana 2. oktobra 2006.
- , „igraju”  i . Pojavljuju se  i .
- , „igraju”  i . Pojavljuju se  i .
- , „igraju”  i . Pojavljuju se  i . Kratko se pojavljuje .

Treća epizoda
Premijerno emitovana 9. oktobra 2006.
- , „igraju”  i . Pojavljuju se  i . Kratko se pojavljuju  i .
- , „igra” Nutty. Featuring Handy i Lumpy. Pojavljuju se  i .
- , „igraju”  i -{Shifty}. Pojavljuju se  i . Kratko se pojavljuje .

Četvrta epizoda
Premijerno emitovana 30. oktobra 2006.
- , „igraju”  i . Pojavljuju se  i .
- Wishy Washy, „igraju”  i .
- , „igra” Mime. Pojavljuju se  i . Kratko se pojavljuju  i .

Peta epizoda
Premijerno emitovana 16. oktobra 2006.
- , „igraju”  i . Pojavljuju se  i .
- , „igraju”  i . Pojavljuju se  i .
- , „igra” Lumpy. Pojavljuju se  i .

Šesta epizoda
Premijerno emitovana 23. oktobra 2006.
- , „igra” Russell. Pojavljuju se  i .
- , „igraju”  i .
- , „igraju” Splendid, Lifty}- i Shifty. Pojavljuju se  i .

Sedma epizoda
Premijerno emitovana 6. novembra 2006.
- , „igraju”  i . Pojavljuju se  i . Kratko se pojavljuju Handy, Flaky, Mime, Toothy, Nutty i -{the Mole}.
- , „igraju”  i . Pojavljuju se  i .
- , „igra” Mime. Pojavljuju se  i . Kratko se pojavljuju  i .

Ostale epizode
- ,  je optometrista koji prepisuje psa-vodiča za Molea. (nije potvrđena)
- , „igra” Lumpy. (ostali likovi su nepoznati). Kako kaže Kenn Navarro, u ovoj epizodi vidimo „srceparajuću toplu priču o odnosu jednog losa i njegovog omiljenog povrća”. (nije potvrđena)

## Smrti likova
Postoji nekoliko stvari koje treba uzeti u obzir prilikom konsultovanja ovog vodiča:
- Svaki lik je poginuo u epizodi Class Act, zbog eksplozije škole. Ovo je samo pretpostavka, jer niko od njih nije viđen mrtav. Moguće je da su neki preživeli ili da su bačeni na drugu stranu zbog eksplozije. Neki obožavaoci smatraju da je Mole otišao u drugom pravcu kada je počela priredba, odnosno pevanje, i da na taj način nije odleteo u vazduh, ili da je Flippy bio zauzet terorisanjem jednog Happy Tree Friends-a do smrti, ili čak da se neko oporavio od posledica eksplozije. Još jednom, ovo je samo pretpostavka da su svi poginuli, jer je to priroda ovog crtanog filma, ali postoji mogućnost da je neko preživeo.
- do sada nije poginuo jer ga štite supermoći i sposobnost samoodbrane, ali je diskutabilno da li je poginuo u epizodi Class Act. Moguće je da su ga i tu njegove moći zaštitile od eksplozije škole.
- Ponekad u Smoochie-ju (kratka igrica), kada lik pogine i leži na zemlji nekoliko sekundi, desi se da se trgne na svakih nekoliko sekundi (sve dok ne kliknete na „Reset”.)
- Pošto je Cro-Marmot obično u kocki leda, moguće je da led predstavlja njegovu zaštitu od spoljašnjih katastrofa, pa on ne umire mnogo često.
- Fraza „Idol je umešan” znači da je uzrok smrti ukleti idol.
- Neke smrti nisu potvrđene, jer likovi nisu prikazani mrtvi.

Ovo je veoma diskutabilna pojava u HTF istoriji, jer u tim slučajevima svaki lik ima šanse 50/50 da pogine ili preživi.

### 
- : Verovatno je poginuo pri eksploziji škole.
- : Dinosaurusi su ga rastrgli, a zatim ga je perodaktil pojeo i njime nahranio svoje mladunce.
- :Viden je na mostu koji je Nutty lizao(zato sto je umesto cementa iskoriscen secer) sve dok se nije raspao.Verovatno je poginuo kada se most srusio.
- :Uvukao ga je vir koji je Splendid napravio.Ima dosta sansi da je preživeo pre nego sto ga je sprzila lava iz rupe napravljene od Splendida.
- :Igrao se maskenbala sa Cudllesom i Toothyjem ali ga je iznenada udario Flippy sa autom(nepotrvdeno)

- : Udarili su ga komadići slomljenog stakla. Pao je sa mreže za ležanje. Kasnije, Pop je slučajno zapalio gomilu lišća.
- : Na njega su pala vrata kada je restoran brze hrane eksplodirao.
- : Na njega je pao bolnički krevet sa Lumpy-jem iz helikoptera.
- :  baca kljuse u vazduh koji pogađa Cub-a u glavu dok se igra.
- : Stavio je električni brijač u usta kada je bio isključen. Pop je zatim utakao kabl brijača u struju i aktivirao sečivo, zahvaljujući čemu je nož isekao Cub-ov jezik i grlo u komadiće.
- : Velika stena ga je pogodila dok se spuštao niz tobogan. (Idol je umešan).
- : Limenka sode mu se zalepila na lice. Motorni čamac ga je isekao. Njegovi ostaci su plovili morem dok ih nisu galebovi pojeli.
- : Dok se igrao u bazenu, Lumpy je naleteo na njega iz tobogana.
- : Voda iz hidranta ga je prilepila na zid. Umro je od pritiska (Idol je umešan).
- : Ispao mu je jedan sekutić kada ga je Pop slučajno zakucao merdevinama u sneg. Kofa puna eksera pala mu je na glavu koja je kasnije eksplodirala zbog ekstremno jake svetlosti.
- : Drvena zvezda, novogodišnji ukras, pala mu je na glavu. Kasnije je poginuo pri eksploziji škole.
- : Poginuo je od strujnog udara, kada mu je pljuvačka pala na prugu igračke električnog voza koji mu je zatim prošao kroz glavu.
- : Umro je od gladi (ili se možda ugušio od puštenog plina), kasnije je kuća eksplodirala zahvaljujući Lumpy-ju].
- : Ugušio se od kokice.
- :Pop je cubu kupio psa koji je u poceku bio besopasan a posle rastrgao Caba u delove
- :Bio je sprzen splendidovim laserskim vidom dok se ljuljao na ljuljasci
- :Trvdi cement iz Nuttyjevog stomaka ga je spljostio
- :Bio je brutalno izubijan lopatom od Popa
- :Pogodio ga je grobski natpis
- :Pop ga je slucajno gurnuo u bunar
- :Udarile su ga merdevine
- :Ugusio se
- :Zadavio se za zicom i poginuo u eksploziji dinamita

- : Obe ruke su mu iskidane zahvaljujući rotaciji vrteške, sila ga je odbacila, da bi na kraju bio samleven u motoru aviona u koji je udario.
- : Napale su ga pirane, foke i krokodil. Rastrgnut mu je donji deo tela i uši. Na kraju se živ, ali samo sa gornjom polovinom tela, dokopao obale i tada je na njega pao plavi kit i dokrajčio ga.
- :  mu je smrskao lice stenom i izvadio mu je creva.
- : Zakucao se o stepenice dok je vozio skejtbord, pa se raspao na tri dela. Zubi su mu se vukli po stepenicama, a zatim mu je u oko pao sladoled u kornetu.
- : Dok je izbacio glavu kroz prozor od autobusa, autobus je prešao preko kamena, što je izazvalo naglo zatvaranje prozora koji je prepolovio Cuddles-a.
- :  je zabio Cuddles-u slamčicu u grudi, što je izazvalo krvarenje. Cuddles je, uplašen, počeo da srče kroz slamčicu, u nadi da će povratiti krv u organizam, ali je umro jer krvotok ne funkcioniše na taj način. Kasnije je Flippy, nakon eksplozije restorana, umočio pomfrit u Cuddles-ovu krv i sa zadovoljstvom pojeo.
- : Nije mogao da prođe kroz vrata zbog kostima novogodišnje jelke. Zbog požara, svi su potrčali na izrazu i priklještili su zaglavljenog Cuddles-a. Zbog toga mu se glava odvojila od tela i otkotrljala se niz stepenice. Već je bio mrtav pre eksplozije.
- :  je pri izvođenju mađioničarskog trika previše udaljio sanduke, pa je presekao Cuddles-ovu kožu. Kasnije, kada je Cuddles bio u bolnici, Lumpy je presekao dotok krvi zbog izvođenja još jednog trika.
- : Poginuo je (ili je samo povređen) pošto je Flippy upotrebio Flaky-ja kao buzdovan.
- : Dok se spuštao niz slomljeni tobogan, telo mu se preseklo na dva dela po vertikali. Druga polovina njegovog tela se spustila niz tobogan i potonula je.
- : Poginuo je u udesu, oživeo je kao zombi i ponovo je poginuo kada je eksplodirao -jev mozak.
- : Slučajno je probušio oko o cev helijumske boce, koja mu je napumpala drugo oko kao balon.
- : Ugušio se od šargarepe.
- : Pogodio ga je veliki broj uspavljujućih strelica.
- : Udavio se, jer se soba napunila do vrha vodom.
- Reklama 1: Pao je na njega ogroman televizor, koji je  popravljao.
- Reklama 2: Ispekao se u mikrotalasnoj rerni.
- Reklama 3: Brutalno je izubijan u hvataljci u lunaparku.
- : Pogodila ga je ledenica.
- : Umro je od gladi (ili se ugušio od plina), a zatim je cela kuća eksplodirala zahvaljujući gasu koji je Lumpy zapalio.
- : Na početku epizode, pošto je Lumpy-jev kombi udario u Flaky-ja i Russell-a, Cuddles ispušta uzdah olakšanja. Zatim izlazi Lumpy sa filmovima i udara Cuddles-a vratima od kombija.

- : Ubio ga je veliki broj Flaky-jevih bodlja.
- : Polovina njegove afro frizure je spaljena u požaru. Verovatno je poginuo pri eksploziji.
- : Glava mu je eksplodirala kada je slušao muziku preko slušalica (Idol je umešan).
- : Ubila ga je daska sa ekserom koju je Flaky koristio umesto skija.
- :  je po njemu poprskala ljuti sprej. Mole je udario u kola u kojima su bili Disco Bear i Petunija, zbog čega su kola pala u provaliju. Iako postoji mala verovatnoća da su Petunia i Disco Bear preživeli, najverovatnije da nisu.

- :  ga/ju je obesio konopcem. Flaky nije video-la Flippy-ja.
- : Spržila ga/ju je lava.
- :  ga/ju je bacio u kampersku vatru dok se skrivao-la u vreći za spavanje. Iako nije prikazan-a mrtav-va, najverovatnije bi uskoro poginuo-la.
- : Udario ga/ju je Lumpy-jev automobil (Idol je umešan, iako se to verovatno ne bi ponovilo).
- :  i  su ga/ju je živog-u zakopali jer je uništio-la njihov jedini način za bežanje.
- :  je udario u njega/nju, zbog čega je Flaky upao-la u Lumpy-jev čistač poda. Zbog toga su svuda letele Flaky-jeve bodlje.
- :  i  su ga/je ispustili kroz dimnjak kroz koji je izašao-la bez kože. Verovatno je poginuo-la pri eksploziji škole.
- :  ga/ju je zadavio. Glava mu/joj je odsečena kada ga/ju je Flippy upotrebio umesto buzdovana da bi udario Cuddles-a.
- :  ga je gurnuo niz tobogan, zbog čega mu je odrana koža na sličan način kao u epizodi 'Class Act'. Na kraju se udavio-la u bazenu. (Pošto je Flaky pre preživeo-la dranje kože, veoma je velika mogućnost da je preživeo-la i u ovoj epizodi)
- : Pošto se umalo nije ugušio-la, gubeći sposobnost da koristi levu ruku i pošto je ranio-la obe noge pomoću eksera sa daske, lavina ga/ju je odbacila na plato gde se nalazi kućica Disco Bear-a, pre koje je udario u mrežastu ogradu, zahvaljujući kojoj se Flaky raspao-la u kockice.
- : Posle stresa u zoološkom vrtu, autobus je doživeo udes jer je pavijan upotrebio blic. Iako to nije prikazano, najverovatnije je Flaky poginuo-la.
- : Oko mu/joj je eksplodiralo pošto je udareno lopticom za bejzbol.
- : Grom je udario u metalnu bejzbol palicu koju je Flaky držao. Loptica za bejzbol je zatim udarila u Flaky-jev gornji deo tela koji se potom raspao.
- : Ugušio-la se, jer je balon od žvakaće gume eksplodirao i zalepio mu/joj se na lice, pa nije mogao-la da diše.
- : -jev kombi ga/ju je zakucao za zid. Sedeo-la je na prljavoj bioskopskoj stolici koja se zaklopila i ubila ga/ju je.

- : Raketa u kojoj se nalazio zajedno sa Handy-jem i Sniffles-om spržila se kada je dotakla Sunce.
- : Verovatno je poginuo pri eksploziji škole.
- : Poginuo je zajedno sa ostalim likovima kada ih je pregazio kamionom koji je prevozio radioaktivan otpad. Oživeo je kao zombi, zahvaljujući toksičnom otpadu. Lumpy mu je zabo grabulju (Planirao je da umesto polomljene ruke stavi električnu motornu testeru, ali ga je uhvatila panika i zgrabio je grabulju umesto testere) u desno oko, zbog čega mu se mozak naduo kao balon. Toothy ga je ugrizao za mozak koji je zbog toga eksplodirao. Sahranjen je na groblju, zajedno sa ostalim Happy Tree Friend-ovima.

- : Usled sile rotacije, odvalila se šipka za koju se Giggles držala, pa se zakucala za panj, koji ju je presekao na dva dela. Odvaljena šipka ju je zatim pogodila u vrat.
- : Kada je Splendid proleteo pored drveta, grana je otkinula Giggles-inu glavu.
- : Kada ju je Disco Bear zavrteo, udarila je glavom u vruć čajnik. Nije sigurno da li je poginula ili je samo povređena.
- : Sekira ju je isekla uzdužno.
- :  se spotakao o kablove, tako da je vrela pegla pogodila Giggles u lice. Zatim je Lumpy nehotice gurnuo uključeni mikser koji se zabio u Giggles-ine oči. Lumpy je kasnije pokazao rođendansku tortu koja je najverovatnije napravljena od ostataka Giggles.
- : Oči i usta su presečeni ledenicama.
- :  ju je udavio uz pomoć Cuddles-ovih creva.
- : Meduza joj je opekla nogu, koja se nadula od otrova. Idućeg jutra je mrtva (njen causa mortis nije precizno objašnjen, ali je evidentna naduvena noga).
- :  je zabio boce kečapa i senfa u njene uši. Kečap i senf su kasnije izleteli kroz njen nos, što je rastvorilo njen mozak.
- : Drveni znak sa slikom limuna je pao i udario ju je u glavu, a zatim je Petunia ispljunula limunadu po Giggles-inom ranjenom licu. Giggles u ovoj epizodi nije poginula, ali je veoma povređena.
- :  je slučajno povukao konopac koji je pričvršćivao vreću sa peskom. Vreća je pogodila Giggles u glavu, koja se rasekla. Najverovatnije je poginula pri eksploziji škole.
- :  joj je polomio kičmu. Kada je Splendid leteo veoma velikom brzinom, ispale su joj oči. Kasnije, kada je  vratio vreme, izgleda da Giggles nije ovako poginula, već da je pala sa litice.
- : Poginula je u udesu, oživela je kao zombi i ponovo je poginula kada je -jev mozak eksplodirao.
- : Spalilo ju je veoma jako svetlo. Iako nije prikazana mrtva, najverovatnije je poginula.
- : Pošte je alergična na cveće, Giggles kija bez kontrole. Poslednji put je kinula toliko jako, da joj je glava eksplodirala. Krv je formirala oblik srca.
- : Pogodile su je brojne strele koje su je oborile na zemlju.
- : Isekla je jezik kada je lizala koverat. Umrla je od prevelikog krvarenja.
- : Umrla je od trovanja plinom ili od gladi. Kasnije je Lumpy zapalio plin, što je izazvalo eksploziju kuće.
- :  ju je udario sekirom po sred lica. Jedno oko joj je ispalo.
- : Istopila se kada se slučajno poprskala puterom za kokice.

- : Zakucao se u ambulantna kola, zahvaljujući čemu mu je otpao donji deo tela. Kroz otvor na telu ispali su mu unutrašnji organi.
- : Flaša od sode mu je prošla kroz očnu šupljinu pošto je Mole bacio Sniffles-ovu glavu u vazduh (jer je mislio da je kugla). Sniffles-ova glava je zatim pogodila -jevu glavu. Handy nije poginuo, ali je definitivno povređen.
- : Raketa u kojoj je bio sa -jem i Sniffles-om dotatkla je Sunce i eksplodirala.
- : Ostao je bez obe noge na nepoznat način. Verovatno je poginuo pri eksploziji škole.
- : Spljeskan je između svog kamiona i Lumpy-jevih kola. Rep mu se zaglavio ispod Lumpy-jevog točka, pa su mu creva izašla na usta.
- : Slomljeno staklo od sijalice mu je povredilo usta. Kasnije se ugušio kada mu se akvarijum pun vode zaglavio na glavi.
- : Poginuo je u udesu (iako to nismo videli), oživeo ja kao zombi i ponovo poginuo kada je -jev mozak eksplodirao.
- : -ov automobil je udario u kamion koji je  popravljao. Hauba je pala i presekla Handy-jevo telo. (Kamion koji je popravljao je parodija na Optimus Prime, i na njemu se nalazi simbol koji podseća na znak Autobot).

- : Volan i točkovi njihovog automovila su se polomili, tako da su se kola prevrnula i vukla njihova tela po putu.
- :  je samleven. Kasnije ga je pojela Petunia (kao kobasicu). Lifty je zakucan za zid velikim nožem, a rep mu je isekla mašina za sečenje mesa. Ova smrt nije potvrđena i jedna je od najmisterioznijih smrti u Happy Tree Friends serijalu.
- : Ajkule su pojele obojicu.
- :  se zakucao na bor pošto ga je Shifty izbacio iz balona. Shifty-jevo telo je isekla vetrenjača.
- :  je nekako ostao bez donjeg dela tela. Obojica su najverovatnije poginuli pri eksploziji škole.
- : Poginuli su u udesu, iako to nije prikazano. Kasnije su oživeli kao zombiji koje je Lumpy ubio kosilicom za travu.
- : -jevo ili Shifty-jevo stopalo je prikazano kako viri od stola (ne znamo čije je), što znači da je jedan od njih umro od gladi ili trovanja plinom. Ali, pošto je Lumpy kasnije zapalio plin, verovatno su obojica poginuli u eksploziji.
- -jevo lice se istopilo, pošto je pojeo vruće parče pice. Lifty nije poginuo.

- : Helikopter je pao na njega dok je ležao u montažnom bolničkom krevetu u zavojima.
- : Trkački auto u kome je bio se zapalio, ali Lumpy verovatno nije poginuo, jer primećujemo kako auto na kraju prolazi pored beživotnih tela Lifty-ja i Shifty-ja.
- : Točak Panorame ga je presekao na dva dela.
- : Iako vidimo odjavnu špicu pre događaja, možemo čuti zvuk kočenja guma i udes, što aludira na saobraćajnu nesreću (Idol je umešan).
- : Kada je Splendid skinuo kljuse sa Lumpy-jeve ruke, polomio mu je ruku, a kada je Splendid skinuo najveće kljuse (koje je bilo oko celog Lumpy-jevog tela) laserskim pogledom, takođe je odsekao Lumpy-jevu glavu, koja je pala u drugo kljuse.
- :  ga je ubio jer se igrao hvataljkom. Lumpy-jevo srce je ispalo kroz otvor za nagrade.
- :  je pokušao da pogodi kita harpunom u otvor za vazduh, ali je promašio i pogodio je Lumpy-ja u čelo.
- : Dok je jurio Lifty-ja i Shifty-ja, uhvatio je konopac od njihovog balona, koji ga je vukao po zemlji. Na taj način su mu postepeno otpadali delovi tela.
- : Verovatno je poginuo pri eksploziji škole.
- : Isekao se od oštrice brijača kada je pokušao da izbegne patke na putu. Umro je na kraju od gubitka krvi.
- : Noga mu se zaglavila ispod palog drveta. Amputirao je pogrešnu nogu kašičicom, a pravu nogu spajalicom (nije poginuo, ali je povređen).
- : Iako je krenula odjavna špica pre nego što smo to mogli da vidimo, po zvuku zaključujemo da je Flippy zavrnuo Lumpy-jev grkljan.
- : Ruku mu je ugrizao Flippy pretvoren u zombija. Udarila ga je sopstvena zombi-ruka. Iako nije prikazan mrtav, pretpostavlja se da bi uskoro umro.
- : Dok se izležavao u ležaljci, u njega je udario Cro-Marmot u kocki leda, tako da je krvario. Zatim je prošla Giggles i udarila u ležaljku. Ne izgleda da je u tom trenutku poginuo, ali je moguće da je kasnije umro usled gubitka krvi.
- : Oči su mu se istopile od jake svetlosti.
- : Kada je Mole udario u parkirani kamion, uništio je krov svojih kola, a sa njim i deo lobanje koji pokriva Lumpy-jev mozak. Lumpy-jevu nogu su presekla vrata Mole-ovih kola.
- : Autobus koji je vozio je doživeo udes jer je babun sevnuo blicem. (Nije prikazana scena udesa, ali po zvuku možemo zaključiti.)
- : Popio je čarobni napitak da bi nestao. Tada vidimo Lumpy-a kako leži mrtav na podu.
- Reklama 1: Kartonska kutija u kojoj je propada. Ovde izgleda da Lumpy nije poginuo.
- Reklama 2: Trči sa štapom i skače. Štap mu probada glavu.
- Reklama 3: Flippy mu je odsekao glavu, dok se krio u vodi.
- :  je zapalio plin da bi upalio rernu, zbog čega je kuća eksplodirala.
- : Na kraju epizode, filmski projektor je Lumpy-jevo telo isekao u komade.

- : Kikiriki mu je zapao u grlu, zbog čega se udavio.
- mu je slučajno srpom odsekao glavu, koja je pala na zemlju. Zatim je Mole od Mime-ove glave napravio svetiljku za Noć veštica, jer je mislio da je bundeva.
- : Verovatno je poginuo pri eksploziji škole.
- je zatvorio bioskopsku stolicu na njemu, a zatim je povukao, što je prouzrokovalo raspad Mime-ovog tela.
- : Ubijen je u saobraćajnoj nesreći, zatim je oživeo kao zombi i ponovo poginuo kada je -jev mozak eksplodirao.
- : Slamčica ga je pogodila u oko pošto je Mole udario u njega.

- : Iako nije prikazano na ekranu, verovatno je poginuo kada je autobus pao na ostrvo (pošto ga vidimo u prvom, ali ne i u drugom delu). Ovo je jedina epizoda u kojoj je Mole poginuo, osim epizode „Class Act”. Ipak, verovatnoća da je Mole poginuo je mnogo veća u ovoj epizodi, jer su male mogućnosti da je pobegao iz autobusa.
- : Štap mu se zabio u oko. Najverovatnije je poginuo pri eksploziji škole.
- : Verovatno ga je Flippy ubio u udesu, ali, kasnije, za razliku od ostalih likova, nije sahranjen, jer je išao u drugom pravcu kada je -jev mozak eksplodirao, pa je on jedini zombi koji je preživeo.

- mu je probušio glavu, a donju vilicu izvadio konopcem. Nije poginuo, ali je povređen. Moguće je da je kasnije umro od gubitka krvi ili od gladi, pošto ne može da jede bez vilice.
- Ruka mu je odsečena dok je držao čokoladicu, zatim je na njega pala mašina prodaju slatkiša, a oči su mu probodene držačima slatkiša, koji liče na bušilice.
- : Pošto je mislio da su Lumpy-jeve novogodišnje lampice slatkiši, krenuo je da ih jede. Lumpy je povukao gajtan, a Nutty-jevi organi su na na njemu ostali.
- : Glava mu se zaglavila u košnici. Stotine pčela su ga ubole po licu.
- : Popio je previše milk šejka iz mašine, pa su mu se usta zalepila, odnosno zamrzla, na cev za točenje. Pokušao je da se oslobodi, povukao je usta, ali ih je istrgao i rascepio, pa je leteo kao balon. Glava mu se zaglavila između automatskih vrata koja su je smrskala (Vrata su se zatvorila, jer su „mislila” da je Nutty prošao).
- : Verovatno je poginuo pri eksploziji škole.
- : Poginuo je u sudaru, oživeo je kao zombi i ponovo poginuo kada je -jev mozak eksplodirao.
- : Udario je zub jo-jo-om, zatim je jače zamahnuo, tako da je jo-jo jače udario i zapalio se, usled sile trenja.
- : Ugušio se o kanape balona, pošto nije uzeo makaze kojim je kanape mogao da preseče.
- : Ugušio se od previše izduvnog gasa koji je izlazio iz kola.

- (Prvi deo) Pogodili su je komadići stakla i Lumpy ju je slučajno pogodio strelicom za spavanje. Zatim je upala u kavez sa zmijom koja ju je progutala. (Drugi deo) Kada je Lumpy isekao zmiju na dva dela, video je Petuniju obloženu sokovima za varenje.
- : Mole je udario u automobil u kome je bila Petunija sa Disco Bear-om. Automobil je pao sa litice. Smrt nije potvrđena, ali je najverovatnija.
- : Pošto je autobus udario u veći kamen, Petuniju je probo menjač. Lumpy je zatim menjao brzinu, što je još više povredilo Petunijino telo (Idol je umešan)
- : Upala je u neprijateljsku zamku sa bodljama (podseća na Viet Kong iz Vijetnamskog rata). Flippy joj je zatim u ruku stavio bombu kašikaru, da bi završio posao i prekratio Petunijine muke. Ako je u ovom slučaju počinjena eutanazija, ovo je jedini put kada je to Flippy učinio, uprkos svom napadu. Petunijina smrt nije prikazana, jer je pre eksplozije bombe krenula odjavna špica, ali se eksplozija čula.
- : Zapalila se usled požara u kući. Zatim je Handy slučajno polio Petuniju benzinom. Nije prikazana mrtva, ali je najverovatnije poginula.
- : Glavu joj je presekao krov kućice na vašaru.
- : Pregazio ju je Cro-Marmot. Nije prikazana mrtva.
- ju je gurnuo na električnu ogradu. Teško je reći da li je poginula ili je samo ostala bez svesti.
- : Ruka joj je eksplodirala, ali je kost nekako ostala. Verovatno je poginula pri eksploziji škole.
- joj je gurnuo lice na vreo roštilj pre nego što je restoran eksplodirao. Po mnogim obožavaocima, ovo je najmonstruoznija smrt u Happy Tree Friends-u. Kada je Flippy podigao Petunijino lice sa roštilja, koža lica se zalepila za roštilj, pa se vidi unutrašnjost Petunijine glave (Flippy ovde pokazuje čist sadizam i okrutnost, poput u filmu The Punisher ili Ryuji Yamazaki). Kasnije je poginula pri eksploziji restorana (nakon eksplozije, Petunijino lice je prikazano crno kao ugalj). Dokaz da Petunia nije poginula kada je Flippy gurnuo njeno lice na roštilj su njeni vrisci koji su se čuli sve dok restoran nije eksplodirao).
- Natpis iznad kioska za prodaju limunade je pao i razbio Petunijinu glavu. Oko joj je ispalo. Gigglesje od Petunijinog oka napravila „limunadu”. (vidi sliku)
- je bacio njenu glavu u mašinu za pravljenje kokica, što je ispržilo njen mozak kao kokice.
- : Po odlasku u krevet, opruge su ispale iz kreveta, zbog čega je Petunia ostala bez unutrašnjih organa (Idol je umešan).
- : Poginula je u udesu, iako to nismo videli. Oživela je kao zombi i ponovo je poginula pri eksploziji Flippy-jevog mozga.
- : Ajkula ju je raspolovila i zatim pojela.
- : Igračka-vetrenjačica joj je, usled jakog vetra, smrskala lice.
- : Crevo se zaglavilo, pa se nakupila ogromna količina vode koja je Petuniju zabila u ekran dok se nije raspala.
- : Irvas ju je udarao kopitima do smrti.
- : Umrla je od gladi ili se ugušila od puštenog plina. Kasnije je kuća eksplodirala, jer je Lumpy zapalio plin.

- : Kada je restoran eksplodirao, vrata su pala na njega.
- : Isekao ga je propeler helikoptera.
- : Roštilj je eksplodirao.
- : Ugušio se od kukuruza, koji je prerano skinuo sa vatre, pa su se kokice napravile unutar njega.
- : Štap od ražnjića mu je prošao kroz oko. Po padu Pop-a na zemlju, štap mu je prošao kroz glavu.
- : Koža je krenula da mu se naduvava.
- : Verovatno je poginuo pri eksploziji škole.

- : Udavila ga je bodljikava riba koju je progutao, a zatim ga je probola sabljarka.
- : Jarbol ga je pogodio u oko.
- -jeva kuka za pecanje ga je uhvatila pod očni kapak i vukla kroz vodu. Jegulja ga je naelektrisala, a zatim je odrao kožu o koral. Udario je o bodljikavu kuglu i eksplodirao je. Lumpy je zatim upecao Russell-ovo oko.
- : Verovatno je poginuo pri eksploziji škole.
- : Poginuo je u udesu, oživeo kao zombi i na kraju ga je ubio Lumpy šišalicom za travu.
- : Lumpy-jev kamion je smrskao Flaky-ja i Russell-a o zid.

- : Babun ga je napao kada se previše približio kavezu, na Lumpy-jev predlog kada ga je slikao.
- -ova surla usisala je par eksera koje su Mravi ostavili, zatim je povukao kiselinu koja ga je spržila, pa je usisao mozak kroz uvo i kasnije je usisao celo telo i ispljunuo ga na kraju.
- : Raketa u kojoj je bio sa -jem i Flippy-jem spržila se na Suncu. Za razliku od ostalih, Sniffles-ova glava je eksplodirala pre udara rakete u Sunce, zbog prevelike toplote.
- : Mravi su mu mučili jezik. Gornji deo tela mu je eksplodirao.
- : Ruka monstruma mu je smrskala lobanju.
- : Kada je pokušao da pojede mrava, jezik mu se zalepio za led. Zatim su mravi pustili mačku iz kaveza koja je skočila na Sniffles-ov jezik. Kasnije su mravi presekli jezik, a Sniffles je upao u zaleđeno jezero.
- : Upao je u živi pesak kada se igrao (Idol je umešan).
- : Surla mu se zaglavila u lopti koju je pokušao da baci. Glava mu je zatim otpala i pogodila kegle. Surlu mu je na kraju odsekla šipka za poravnanje kegli.
- : Srce mu je eksplodiralo, zahvaljujući mravima.
- je zagrizao Sniffle-sov deo tela, jer je mislio da je to lizalica (Sniffles je nosio kostim u obliku lilihipa). Sniffles je krvario dok je uspaničeno trčao unaokolo. Poginuo je pri eksploziji škole.
- : Poginuo je u udesu, oživeo kao zombi, a zatim ponovo poginuo kada je -jev mozak eksplodirao.
- : Mlazni pogon za letenje je uzleteo. Ostao je bez ruku, onesvestio se zbog gubitka krvi i poginuo je (smrskao se) jer je pao sa velike visine.
- : Magnet je privukao peglu, čiode, makaze, čeličnu gredu, pa čak i bicikl, što je ubilo Sniffles-a.
- : Popio je napitak za brzi rast, koji je izazvao nagli rast Sniffles-ovih creva. Creva su ga potom ugušila.
- : Udarile su ga Lumpy-jeve skije.
- : Okliznuo se o mokri pod. Lobanja mu se otvorila, a mozak prosuo.

- : Verovatno je poginuo pri eksploziji škole.
- : Eksplodirao je od jake svetlosti.
- : Probo ga je nosorogov rog, pošto je Cuddles izazivao nosoroga gurajući mu slamčicu.
- je bezbrižno trčao sa lizalicom u ruci, dok se nije spotakao o balvan i tada mu je lizalica upala u oko. Kada je pokušao da izvadi lizalicu, oko mu je ispalo i očna vrpca se zamrsila oko drveta, tako da mu je oko završilo na grani. Toothy se popeo na drvo da bi povratio oko, ali ga je dekoncentrisao detlić koji je kljucao oko. Toothy je pokušao da održi ravnotežu, ali je pao. Visio je sa drveta zahvaljujući očnoj vrpci. Kada je pokušao da se popne uz očnu vrpcu, ispao mu je mozak i drugo oko, pa je tako poginuo.
- : Ispao je kroz prozor kada je autobus krenuo da pada niz liticu.
- : Pogodio ga je meteorit nakon što je Splendid uništio kometu. Kasnije, kada je  vratio vreme, verovatno je poginuo kada je kometa udarila u zemlju.
- , koji se iznenada pojavio maskiran iza njega, poput Ramba, zavrnuo mu je grkljan.
- : Zavoj koji je Mime „hipnotisao”, povukao je propeler ventilatora i to mu je slomilo nogu. Mime je uspeo da mu zaleči nogu, ali je onda uključio ventilator, koji je povukao ponovo zavoj i potpuno samleo Toothy-ja.
- : Otpao je sa vrteške i krvavo se zakucao u drvo.
- : Glavu mu je pogodila ljuljaška (Idol je umešan).
- zabija projektor u Toothy-jevo levo oko, koje se prikazuje na platnu.
- : Poginuo je u nesreći, oživeo je kao zombi i ponovo poginuo kada je eksplodirao -jev mozak (pošto ga je Toothy ugrizao).
- : Poginuo je od Lumpy-jevih skija.
- : Naglo guta uskršnja jaja. Pilići su mu se izlegli u stomaku i zatim iskočili iz njega.
- : Zmija koja je izašla iz jajeta ga je udavila. Oči su mu ispale.
- : Pojeo je otrovano uskršnje jaje, ispovraćao se i umro.
- : Verovatno se ugušio od plina iz rerne (ili je umro od gladi). Kasnije je kuća eksplodirala, jer je Lumpy upalio plin.
- : Udavio se u sodi.

### Ostale smrti
- U dve epizode u kojima se pojavljuje Buddhist Monkey, on ubija zle nindže na različite brutalne načine.
- U epizodi 'Mole and the City' lik Rat (koji se jedino pojavljuje u toj epizodi) gine kada padne u fabriku mišolovki i ponovo gine kada ta fabrika eksplodira.
- Tipični Tree Friend-ovi obično ginu u masi, kao u epizodama Pitchin' Impossible, Class Act i Stealing The Spotlight.

## TV Serijal
TV šou je krenuo sa emitovanjem na raznim kanalima u jesen 2006. U SAD-u, emituje se na kanalu G4, u Kanadi na kanalu Musique Plus, u Grčkoj na kanalu Mad TV i u Nemačkoj na kanalu MTV Germany. Planira se početkom 2007. godine i emitovanje u Brazilu i ostalim latinoameričkim zemljama na regionalnim MTV kanalima, zatim u Izraelu (YES-TV) i na Novom Zelandu (C4). Svi građani Evrope koji imaju individualni satelitski sistem usmeren ka satelitu Astra 1 (19,2 stepena istočno) imaju mogućnost prijema kanala MTV Germany, jer on nije kodiran. Sve epizode serijala traju sedam minuta.

## Spoljašnje veze
- Zvaničan Happy Tree Friends sajt (Engleski)
- International Happy Tree Friends fan-site with all episodes and bonuses, daily updated
- Zvaničan Happy Tree Friends sajt (Francuski)
- (nezvanični) sajt sa Flash igricama (Engleski, Nemački) Архивирано на веб-сајту  (4. август 2006)
- zvanični sajt (Engleski)
- (Nezvanični)
- (Nezvanični, Francuski) Архивирано на веб-сајту  (26. октобар 2006)
- Sve animacije Happy Tree Friends (Nezvanični, Francuski)
- Nezvanični sajt sa animacijama, igrama i zanimljivim stvarima (Italijanski)
- Nezvanični Happy Tree Friends forum Архивирано на веб-сајту  (28. септембар 2007)
- Nezvanični Happy Tree Friends bugarski fen sajt (Engleski)